# Virginia Destroyers
I Virginia Destroyers furono una franchigia professionistica di football americano con sede a Virginia Beach, Virginia, che giocarono nella United Football League nel 2011, anno dopo il quale la UFL cessò di esistere. Le gare casalinghe venivano disputate al Virginia Beach Sportsplex.

## Storia
La squadra discendeva dai Florida Tuskers, una precedente franchigia della UFL con sede a Orlando, Florida, attiva dal 2009 al 2010. I Tuskers raggiunsero due finali della UFL, perdendole entrambe coi Las Vegas Locomotives. Nel 2010 la UFL sospese le operazioni dei Tuskers e spostò ciò che rimaneva della squadra a Virginia Beach, assumendo l'identità (e alcuni dirigenti) della precedente franchigia di espansione che avrebbe dovuto iniziare a giocare nel 2011. A prendere le redini della squadra fu l'ex allenatore della NFL Marty Schottenheimer in qualità di capo-allenatore e general manager. I Destroyes conclusero la stagione 2011 con tre vittorie e una sconfitta, battendo in finale i Locomotives e conquistando il loro primo titolo.
Nel 2012 avrebbe dovuto svolgersi la quarta stagione della lega, con quattro squadre all'inizio del campionato previsto per il 26 settembre 2012. La lega cessò le operazioni il 20 ottobre 2012, dopo quattro settimane, a causa di gravi problemi finanziari e di scarsa presenza di pubblico.